# سیجوال
سیجوال شهری در شهرستان ترکمن استان گلستان ایران است.

## جمعیت
بر پایه سرشماری عمومی نفوس و مسکن در سال ۱۳۹۵ جمعیت این مکان ۳٬۷۴۷ نفر (۹۷۶خانوار) بوده‌است.